# Здравка Димитрова
Здравка Димитрова е българска писателка.

## Биография
Здравка Димитрова е родена на 1 май 1934 г. в с. Медовене, Царство България. Завършва педагогическа гимназия в Русе със златен медал и журналистика в Софийски университет с отличие, работи като редактор в БНР, сп. „Лада“ и в. „Труд“, и като главен редактор в изд. „Кабри“.
През 1962 г. пише за деца „Първото утро на лятото“ и „Кристалната ваза“. През 1964 г. пише романизирани биографии в сборника „Помни тяхното детство“. През същата година е помощник-режисьор в екипа на Неделчо Чернев при създаването на първия телевизионен филм „Нашата улица“. През 1964 – 1965 г. пише книжки за Деня на детето. През 1966 г. е сценарист на цветен филм за курорта Банкя на Кинематографията. През същата година сътрудничи с репортажи на детска редакция на БНТ. През 1973 – 1974 г. е коментатор в предаването „Магазин за жени“. През 1979 г, получава отличие от Министерството на културата. През 1987 г. нейни очерци за хора с най-високи трудови отличия излизат в книгата „Герои в труда и творчеството“. През 2013 г. издава книгата „Срутено небе“ за българския преход в българското село. С разказ от тази книга печели литературен конкурс на три писателски съюза за най-добра творба, посветена на 140-годишнината от Освобождението. През 2015 г. издава публицистичната книга „Кентавъра“ за разпада на колониализма в юга на Африка и раждането на независимите африкански държави. Книгата е номинирана за годишна награда Почетна значка „Златно перо“ на СБЖ за 2015 г. Книгите „Зачеркнати хроники“ в две части (2016 г. и 2018 г.) съдържат публикации за изтъкнати българи в областта на културата, изкуството, науката, политиката и икономиката. През 2017 г. издава книгата „Мехико Махико, прегръщам те горещо“, която запознава читателя с испанската инвазия в латиноамериканския свят, с културата на древните народи на Мексико, с мегаполиса Мексико и неговите писатели и художници. За тази книга авторката е удостоена със званието Народен будител през 2017 г. Книгата и „Любовно танго с Аржентина“, от 2018 г., разказва за края на военната диктатура в Аржентина, за първите дни на демокрация в страната, както и за футбол, Марадона, Меси, вино, танго, за Карлос Гардел и Андите. За нея на Здравка Димитрова получава най-висшето отличие на Съюза на българските журналисти – Златно перо, съпроводено с Грамота за активна журналистическа и публицистична дейност по повод личния и юбилей и за цялостно творчество, а също и Грамота за принос към българската култура и публицистика. Присъдено и е званието Обединител на култури от Сдружението на испаноговорещите журналисти в България, Съюза на българските журналисти и испанската фирма Рока-България за „особено значим и дълготраен принос в сближаването между България и испаноезичния свят“. Книгата „Преди 500 години – Ернан Кортес: Как победих ацтеките“ изд през 2020 г., е първата и преводна книга.
Книгите на Здравка Димитрова достигат до българите и до приятелите и на много места по света – Канада, САЩ, Мексико, Аржентина, Германия, Франция, Швеция, Дания, Полша, Австрия, Португалия, Естония, Русия, Мозамбик, Ангола.